# Janet Thurlow
Janet Lorraine Thurlow (* 21. Mai 1926 in Seattle; † 4. Oktober 2022 in Lynwood (Kalifornien)) war eine US-amerikanische Jazzsängerin.

## Leben und Wirken
Thurlow wurde als erstes von fünf Kindern geboren; als Jugendliche erhielt sie Geigen-, Klavier- und Gesangsunterricht. Als Geigerin spielte sie in der von Major Edward Bowes moderierten Rundfunk-Talentshow Major Bowes Amateur Hour. 1949 begann sie als Song-Stilistin bei Robert „Bumps“ Blackwells in Seattle ansässiger Band, bevor sie von Lionel Hampton engagiert wurde. Sie empfahl dem Bandleader, den Trompeter Quincy Jones einzustellen. Im August 1951 wurden Thurlow und Jones als „Two Seattleites“ im Rahmen einer Hampton-Show als Hauptattraktion im beliebten Trianon Ballroom von Seattle vorgestellt.
Im selben Jahr nahm Thurlow mit Hamptons Orchester den Song „I Can’t Believe You’re in Love with Me“ für das Decca-Label auf; dem Billboard zufolge war sie damit vielleicht die erste weiße Sängerin, die mit einer komplett afroamerikanischen Big Band auftrat. Zudem lernte sie den Posaunisten Jimmy Cleveland kennen, der zu dieser Zeit Hamptons Band angehörte. Das Paar heiratete zwei Jahre später. Cleveland und Thurlow zogen 1967 von New York nach Lynwood, als er anfing, in der Band der Merv Griffin Show zu spielen. Die beiden traten bis zu Clevelands Tod im Jahr 2008 oft zusammen auf.
Im Bereich des Jazz machte Thurlow im Oktober 1953 Aufnahmen mit dem Charles Mingus Octet, zu hören war sie mit den Songs „Blue Tide“ und „Eclipse“.
Thurlow starb 2022 im Alter von 96 Jahren in einer Klinik in Lynwood an Herzversagen.

## Diskographische Hinweise
- The Jimmy Cleveland Jazz Octet Featuring Janet Thurlow Cleveland (J.C. Recordings) mit Bob Ojeda, Bob Summers, Bob Sanders, Pete Christlieb, Jerry Pinter, Cecilia Coleman, Jack Wilson, John Collins, Chris Colangelo, Andy Simpkins, Paul Humphrey, Tony Inzalaco